# Критический уровень деполяризации
Критический уровень деполяризации, или КУД — это значение мембранного потенциала клетки возбудимой ткани, при котором возникает распространяющееся возбуждение цитоплазматической мембраны, обуславливающее возникновение потенциала действия.
При КУД открываются быстрые натриевые потенциал-зависимые ионные каналы, обеспечивающие лавинообразный вход ионов натрия в клетку по градиенту концентрации. Это событие является началом спайка и окончанием локального ответа.
Критический уровень деполяризации для разных тканей неодинаков, но, тем не менее, находится в диапазоне от -70 мВ до -50 мВ.